# Læsten
Læsten er en landsby med under 200 indbyggere ved Primærrute 16 mellem Randers og Viborg i Østjylland. Landsbyen hører til Randers Kommune, Region Midtjylland.
Læsten hører til Læsten Sogn, som i 2018 havde 195 indbyggere, hvoraf de fleste boede i landsbyen. I landsbyen findes Læsten Kirke, der blev opført i 1100-tallet i romansk stil.

## Geografi
Syd for Læsten ligger det fredede naturområde Læsten Bakker. 3½ km sydøst for landsbyen ligger herregården Fussingø ved den 3 km lange Fussing Sø.

## Faciliteter
- Læsten Borger- og Kulturhus (forsamlingshuset) har plads og service til 120 gæster i en stor sal og en lille sal.
- Forsamlingshuset administreres og udlejes af foreningen "Læsten Borger- og Kulturhus", der blev dannet i 2012 ved sammenlægning af "Læsten Forsamlingshus" og "Læsten Borgerforening". Foreningen har også ansvaret for Fællesgrunden og flagene til byens flagallé.
- Den gamle vandværksgrund er nu Fællesgrunden med udendørs bålplads, bålhus der kan rumme 18 personer, legehus, sandkasse, andre legeredskaber og spil samt petanque-bane, hvor der spilles hver tirsdag aften.
- Læsten har haft købmand og senere brugsforening. Nu findes der ikke længere butikker, men der er et autoværksted.

## Historie
Navnet Læsten kommer af det gammeldanske ord læ, der betyder "gravhøj", og "sten".
Der har boet mennesker i Læsten siden oldtiden. Et af landets største ravfund fra yngre stenalder er gjort ved Læsten.
De 13 gårde i Læsten sogn var fæstegårde under Fussingø, men fik omkring 1775 arveskøde på gårdene af grev Christian Ludvig Scheel von Plessen.

### Blicher
Steen Steensen Blicher har i novellen Eneboeren på Bolbjerg nævnt Læsten: "Ved byen Leisten siger man lyngen farvel, og glemmer den øjeblikkelig over det yndige landskabsstykke, der pludselig ligesom fremmanes af den sidste mørkebrune Banke…"

### 1901
I 1901 beskrives Læsten således: "Læsten, ved Landevejen, med Kirke, Skole, Forsamlingshus (opf. 1894) og Mølle."

### Genforeningssten
I vejtrekanten hvor Rosebakken munder ud i Engtoften, står en sten der blev afsløret 21. februar 1921 til minde om Genforeningen i 1920.

### Jernbanen
Læsten fik trinbræt med sidespor på Mariager-Fårup-Viborg Jernbane (1927-65). Det lå 1½ km nordvest for landsbyen ved Haversmindevej 26, som blev den eneste bebyggelse ved trinbrættet. Men sidst i 1960 kom der et par udstykninger i selve landsbyen, og der blev bygget omkring 20 parcelhuse.

### Kommune
I 1970-2006 hørte Læsten til Purhus Kommune. Før 1970 hørte Læsten til Nørbæk-Sønderbæk-Læsten sognekommune i Sønderlyng Herred.